# Капаве-но (Фрімен 150B)
Капаве-но (Фрімен 150B) (англ. Kapawe'no First Nation (Freeman 150B)) — індіанська резервація в Канаді, у провінції Альберта, у межах муніципального району Біґ-Лейкс.

## Населення
За даними перепису 2016 року, індіанська резервація нараховувала 154 особи, показавши зростання на 33,9%, порівняно з 2011-м роком. Середня густина населення становила 520,8 осіб/км².
З офіційних мов обидвома одночасно не володів жоден з жителів, тільки англійською — 150. Усього 10 осіб вважали рідною мовою не одну з офіційних, з них усі — одну з корінних мов.
Працездатне населення становило 57,1% усього населення, рівень безробіття — 25%.

## Клімат
Середня річна температура становить 1,3°C, середня максимальна – 21,1°C, а середня мінімальна – -23°C. Середня річна кількість опадів – 433 мм.
| Клімат поселення                              | Клімат поселення | Клімат поселення | Клімат поселення | Клімат поселення | Клімат поселення | Клімат поселення | Клімат поселення | Клімат поселення | Клімат поселення | Клімат поселення | Клімат поселення | Клімат поселення | Клімат поселення |
| Показник                                      | Січ.             | Лют.             | Бер.             | Квіт.            | Трав.            | Черв.            | Лип.             | Серп.            | Вер.             | Жовт.            | Лист.            | Груд.            |                  |
| Середній максимум, °C                         | −10,38           | −5,85            | 0,25             | 9,71             | 15,90            | 20,16            | 21,05            | 20,02            | 14,82            | 9,20             | −1,18            | −9,29            |                  |
| Середня температура, °C                       | −16,68           | −12,15           | −6,06            | 3,40             | 9,60             | 13,88            | 15,90            | 14,87            | 9,66             | 4,05             | −6,34            | −14,44           |                  |
| Середній мінімум, °C                          | −22,99           | −18,46           | −12,36           | −2,91            | 3,30             | 7,55             | 10,73            | 9,72             | 4,53             | −1,12            | −11,5            | −19,59           |                  |
| Норма опадів, мм                              | 28               | 19               | 16               | 18               | 41               | 80               | 70               | 49               | 42               | 24               | 23               | 23               |                  |
| Середньомісячна швидкість вітру, м/с          | 3.35             | 3.40             | 3.40             | 3.50             | 3.41             | 3.24             | 2.90             | 2.82             | 3.12             | 3.52             | 3.23             | 3.38             |                  |
| Середньомісячна сонячна радіація, кДж/м²·день | 2715             | 6039             | 11403            | 16943            | 20351            | 21845            | 21523            | 17646            | 11658            | 6462             | 3015             | 1927             |                  |
| --------------------------------------------- | ---------------- | ---------------- | ---------------- | ---------------- | ---------------- | ---------------- | ---------------- | ---------------- | ---------------- | ---------------- | ---------------- | ---------------- | ---------------- |
| Джерело:                                      |                  |                  |                  |                  |                  |                  |                  |                  |                  |                  |                  |                  |                  |